# Die Grandauers und ihre Zeit
Die 28-teilige Hörspielserie Die Grandauers und ihre Zeit wurde ab 1979 produziert und lief von 1980 bis 1985 im Bayerischen Rundfunk. Sie erzählt eine bayerische Familiensaga im Münchner Kleinbürgermilieu von 1893 bis 1945.

## Hintergrund
Ursprünglich war die Serie „Die Grandauers und ihre Zeit“ für drei Generationen von Polizeibeamten konzipiert, wie aus Äußerungen Willy Puruckers in den ersten Rundfunkfolgen hervorgeht. Die Rundfunkserie endet jedoch mit dem Kriegsende 1945. Weitere geplante Rundfunkfolgen wurden nicht mehr produziert, weil der Hauptdarsteller Karl Obermayr, der in der Rundfunkserie den Ludwig Grandauer sowie dessen Sohn Benno Grandauer verkörperte, starb.
1987 bis 1991 wurden die Geschichten rund um die Familie Grandauer fürs Fernsehen als 32-teilige Serie mit dem Titel Löwengrube verfilmt. Benno Grandauer heißt in der Fernsehserie zu Ehren Karl Obermayrs nun Karl Grandauer. Für die 32-teilige Fernsehserie wurde Purucker unter anderem mit dem Bayerischen Fernsehpreis (1991) und dem Adolf-Grimme-Preis in Gold (1992) ausgezeichnet.
Am 19. Juli, 19. September und dem 24. Oktober 2024 wurden die drei Staffeln der Hörspielserie in der ARD Audiothek veröffentlicht.

## Die Folgen im Überblick
1. Einquartierung (Oktober/November 1893) Keine Entsprechung in der Fernsehserie Löwengrube – Erstsendung: 5. Jan. 1980
2. Haberfeldtreiben (Winter 1893/1894 – Frühsommer 1894) Keine Entsprechung in der Fernsehserie – Erstsendung: 12. Jan. 1980
3. Hochzeit (August 1897) Entspricht dem ersten Teil der Episode „Charivari“ der Fernsehserie – Erstsendung: 2. Feb. 1980
4. München (Ende September 1902) Entspricht dem zweiten Teil der TV-Episode „Charivari“, spielt aber fünf Jahre früher als in der Fernsehserie – Erstsendung: 9. Feb. 1980
5. Schneebälle (Januar 1905) Keine Entsprechung in der Fernsehserie – Erstsendung: 1. Mär. 1980
6. Krise (November 1906) Keine Entsprechung in der Fernsehserie, der Streit zwischen Ludwig und Agnes wird jedoch in einer späteren Folge der TV-Serie kurz erwähnt – Erstsendung: 8. Mär. 1980
7. Abgründe (Juni 1910) – Erstsendung: 3. Jan. 1981
8. Abschied (Dezember 1912) – Erstsendung: 10. Jan. 1981
9. Todestage (Juni 1914) Entspricht der Episode „Wachablösung“ in der Fernsehserie – Erstsendung: 7. Feb. 1981
10. Generationswechsel (Februar 1920) – Erstsendung: 14. Feb. 1981
11. Verwicklungen (Oktober 1920) Entspricht dem 1. Teil der TV-Episode 06 „Konsequenzen“ – Erstsendung: 7. Mär. 1981
12. Konsequenzen (April 1921) Entspricht dem 2. Teil der TV-Episode 06 „Konsequenzen“ – Erstsendung: 14. Mär. 1981
13. Junigewitter (Juni 1923) – Erstsendung: 2. Jan. 1982
14. Umzüge (November 1923 – März 1924) – Erstsendung: 9. Jan. 1982
15. Ehrengäste (Mai 1925) Keine entsprechende Episode in der Fernsehserie; den Wechsel Benno/Karl Grandauers zum Betrugsdezernat gibt es in der Fernsehserie nicht – Erstsendung: 6. Feb. 1982
16. Aschermittwoch (Februar 1927) Keine entsprechende Episode in der Fernsehserie; der Teil mit dem Faschingsball bei den Soleders wird in der TV-Episode „Kehraus“ (1933) aufgegriffen – Erstsendung: 13. Feb. 1982
17. Wetterwechsel (Oktober 1929) – Erstsendung: 6. Mär. 1982
18. Notverordnungen (November 1931) – Erstsendung: 12. Feb. 1983
19. Morgenrot (Januar 1933) – Erstsendung: 19. Feb. 1983
20. Volkswillen (März 1933) – Erstsendung: 26. Feb. 1983
21. Frühlingsanfang (März 1933) – Erstsendung: 5. Mär. 1983
22. Heimtücke (Oktober 1935) 1:1 in die gleichnamige Episode der Fernsehserie übernommen – Erstsendung: 12. Mär. 1983
23. Tauwetter (Februar 1936 – März 1936) 1:1 in die gleichnamige Episode der Fernsehserie übernommen – Erstsendung: 19. Mär. 1983
24. Gewalttäter (September 1938 – November 1938) – Erstsendung: 16. Mär. 1985
25. Wehrübung (August 1939 – September 1939) – Erstsendung: 23. Mär. 1985
26. Vorsehung (November 1939) Zusammen mit der Hörspiel-Folge „Sitzkrieg“ zur TV-Episode „Vorsehung“ zusammengefasst – Erstsendung: 30. Mär. 1985
27. Sitzkrieg (November 1939) Zusammen mit der Hörspiel-Folge „Vorsehung“ zur TV-Episode „Vorsehung“ zusammengefasst – Erstsendung: 6. Apr. 1985
28. Fasanenjagd (Dezember 1940 – April 1945) Entspricht in der Hauptsache der gleichnamigen TV-Folge; der Anfang dieser Hörspiel-Folge ist jedoch in der TV-Folge „Wehrkraftzersetzung“ enthalten – Erstsendung: 13. Apr. 1985

## Orte der Handlung in München
- Preysingstraße (Haidhausen): Wohnort von Ludwig Grandauer mit Familie
- Äußere Prinzregentenstraße (Steinhausen): Wohnort von Benno Grandauer mit Familie
- Kirchenstraße (Haidhausen): Bäckerei Kreitmeier
- Ettstraße (Altstadt): Polizeipräsidium (Löwengrube)

## Darsteller in alphabetischer Reihenfolge
- Heide Ackermann (Erni, Frau Pötzinger, Frau Eichwald)
- Gerhard Acktun
- Berthe Aldinger-Popp
- Gerd Anthoff (Sixt, Assessor, Adolf Grandauer)
- Werner Asam (Martl, Willibald Leitner alias Metzger-Willy)
- Leo Bardischewski
- Hans Baur (Pfarrer, Gantner)
- Gustl Bayrhammer (Hoflieferant Andreas Gassner, Kommissär Guggenbichler)
- Ulrich Beiger
- Toni Berger (Wirt, Kommissär Rudolf Grüner)
- Edi Bierling
- Christiane Blumhoff
- Marianne Brandt
- Katharina de Bruyn (Franziska Gassner)
- Anja Buczkowski
- Rolf Castell (Tatermann, Herr Schicker)
- Stefan Castell (Benno Grandauer als Kind)
- Marlies Compère
- Luise Deschauer
- Gerd Deutschmann (Wachtmeister Ringseis, 1. Kriminaler)
- Rolf Ederer
- Marlies Eichleiter
- Georg Einerdinger (Erwin, Herr Knab)
- Mathias Eysen
- Elisabeth Endriss (Frau Immensee, Brigitte Lüders)
- Anton Feichtner (Rauscher)
- Helmut Fischer (Reporter, Bauriedel)
- Julia Fischer (Luise Grandauer als Kind)
- Ottfried Fischer (Herr Eichwald)
- Walter Fitz (Hunklinger)
- Mona Freiberg (Luise Kreitmeier, (geb. Grandauer))
- Enzi Fuchs (Mutter Kiesgruber, Kundin)
- Norbert Gastell (Lehrer, Episode „Frühlingsanfang“)
- Peter Gebhart
- Antonia Gierl
- Josef Glas
- Max Grießer (Pankraz Etschel)
- Werner Gwalsleitner
- Regine Hackethal (Liesbeth)
- Erich Hallhuber (Schöpf Toni (Bäckergeselle))
- Christiane Hammacher
- Willy Harlander (Bürgermeister, Dannhauser, Herr Jablonka, Schutzmann Lederer, SA-Mann Wechselberger)
- Ulrich Heimerdinger (Georg Elser)
- Bernd Helfrich (2. Kriminaler, Holzbohr)
- Mathias Herrmann
- Hilde Hetzel (Wirtin, Mutter Kreitmeier)
- Marianne Hoffmann (Sarah Kampensi)
- Johann Hopfner
- Jörg Hube (Luftschutzwart Zwintscher)
- Peter Pius Irl (Gendarm Mayerl, Hauswart Uhl)
- Anton Jegirl
- Franziska Kinateder
- Wilfried Klaus
- Reiner Kositz
- Christoph Krix
- Horst Kummeth
- Maximilian Krückl (Adolf Grandauer als Kind)
- Tobias Kühn (Maxi Grandauer)
- Ernst Willhelm Lenik
- Michael Lenz
- Michael Lerchenberg (Lichtl Biwi)
- Eduard Linkers (Detektiv)
- Gerhart Lippert (Peter Welano)
- Margot Mahler (Fräulein)
- Michael Maier (Karli)
- Alexander Malachovsky
- Felix von Manteuffel (Labsal, Hampel)
- Hans-Günter Martens (Herr Lüders)
- Eva Maschner
- Michael Meier
- Hans-Reinhard Müller (Bezirksamtmann Gareis, Häftling)
- Viktoria Naelin (Fräulein Nieröse)
- Ilse Neubauer (Agnes Grandauer, Traudl Grandauer (geb. Soleder))
- Herbert Nußbaum
- Karl Obermayr (Ludwig Grandauer, Benno Grandauer)
- Romuald Pekny (Dr. Bleibusch)
- Willy Purucker (Erzähler)
- Karl Renar (Niebler)
- Horst Sachtleben (Mann im Zug)
- Karl Scheidler
- Anna, Maria u. Martin Schröder-Beck (Grandauer-Kinder)
- Wasti Schulte (Maxi Grandauer)
- Rosemarie Seehofer
- Will Spindler (Arzt)
- Maria Stadler (Nachbarin, Hausmeisterin)
- Hans Stadtmüller (Mattheis, Kaut, Sepp)
- Uli Steigberg
- Hannes Stein (Regierungsrat)
- Peter Steiner (1. Kriminaler / Kriminaloberwachtmeister Bader)
- Otto Stern
- Heio von Stetten
- Werner Stocker (Max Kreitmeier)
- Franziska Stömmer (Frau Gantner, Frau Soleder)
- Fritz Straßner (Bezirksarzt Dr. Benno Muggenthaler, Oberbürgermeister Karl Scharnagl)
- Rolf Straub (Vater Soleder)
- Harald Täschner (Rodler)
- Karl Tischlinger (Der Alte Haberer, Glaserwirt, Händler)
- Martin Umbach
- Anton Veichtner
- Andreas Voss (Rudi Grandauer)
- Udo Wachtveitl
- Elmar Wepper (Kurt Soleder)
- Joachim Wichmann (Vater Kampensi, Herrenfahrer)
- Tobias Winstl
- Ludwig Wühr (Kondukteur)
- Franz Wünsch
- Werner Zeussel

## Personen hinter den Kulissen
- Buch und Erzähler: Willy Purucker
- Regie: Rainer Wolffhardt
- Produktionsleitung: Alexandru Riusanu
- Musik: Rolf Alexander Wilhelm
- Ton und Technik: Gerda Koch und Günther Hess
- Produktionsassistenz: Alexander Malachowsky und Rainer Kositz
- Redaktionelle Mitarbeit: Marille Bogner und Hugo Schlagenhauff